# Andrenosoma serratum
Andrenosoma serratum là một loài ruồi trong họ Asilidae. Andrenosoma serratum được Hermann miêu tả năm 1906. Loài này phân bố ở vùng Cổ Bắc giới và châu Á.